# Wendy Clarkson
Wendy May Clarkson (* 11. März 1956 in Glasgow, verheiratete Wendy Carter) ist eine ehemalige kanadische Badmintonspielerin.

## Karriere
Wendy Clarkson gewann ihren ersten kanadische Einzeltitel 1976 im Dameneinzel, nachdem sie im Jahr zuvor schon Juniorenmeisterin geworden war. Im gleichen Jahr siegte sie auch bei den Canadian Open. 1977 stand sie im Viertelfinale der All England.

## Erfolge
| Saison | Veranstaltung                          | Disziplin   | Platz | Name                             |
| ------ | -------------------------------------- | ----------- | ----- | -------------------------------- |
| 1975   | Kanada: Juniorenmeisterschaften        | Dameneinzel | 1     | Wendy Clarkson, AB               |
| 1976   | Kanada: Internationale Meisterschaften | Dameneinzel | 1     | Wendy Clarkson                   |
| 1976   | Kanada: Einzelmeisterschaften          | Dameneinzel | 1     | Wendy Clarkson, AB               |
| 1977   | Kanada: Internationale Meisterschaften | Dameneinzel | 1     | Wendy Clarkson                   |
| 1977   | Weltmeisterschaft                      | Mixed       | 5     | Lucio Fabris / Wendy Clarkson    |
| 1978   | Kanada: Internationale Meisterschaften | Mixed       | 1     | Steen Skovgaard / Wendy Clarkson |
| 1978   | Kanada: Internationale Meisterschaften | Dameneinzel | 1     | Wendy Clarkson                   |
| 1978   | Kanada: Einzelmeisterschaften          | Mixed       | 1     | Greg Carter / Wendy Clarkson     |
| 1979   | Kanada: Einzelmeisterschaften          | Mixed       | 1     | Greg Carter / Wendy Clarkson     |
| 1979   | Kanada: Einzelmeisterschaften          | Dameneinzel | 1     | Wendy Carter, AB                 |
| 1979   | Kanada: Einzelmeisterschaften          | Damendoppel | 1     | Wendy Carter / Claire Backhouse  |
| 1980   | Kanada: Einzelmeisterschaften          | Dameneinzel | 1     | Wendy Carter, AB                 |
| 1982   | Kanada: Einzelmeisterschaften          | Mixed       | 1     | Bob MacDougall / Wendy Carter    |

## Referenzen
- Kanadische Meister (Memento vom 15. Februar 2008 im Internet Archive)
- Bob Ferguson: Who’s who in Canadian sport, Scarborough, Prentice-Hall of Canada, 1977
- University of Alberta

| Personendaten    | Personendaten                                         |
| ---------------- | ----------------------------------------------------- |
| NAME             | Clarkson, Wendy                                       |
| ALTERNATIVNAMEN  | Carter, Wendy May; Clarkson, Wendy May; Carter, Wendy |
| KURZBESCHREIBUNG | kanadische Badmintonspielerin                         |
| GEBURTSDATUM     | 11. März 1956                                         |
| GEBURTSORT       | Glasgow                                               |